# Prisma (série de televisão)
Prisma é uma série de televisão italiana escrita por Alice Urciolo, Francesca Scialanca e Ludovico Bessegato.

## Enredo

#### 1ª Temporada
Prisma explora as relações e identidades de Marco e André, dois gêmeos que parecem idênticos, mas que abordam a vida de formas muito diferentes. Os gêmeos iniciam uma jornada de descoberta e transição do que deveriam ser para o que querem ser, que envolverá também seu grupo de amigos, todos unidos pela busca de seu lugar no mundo.

#### 2ª Temporada
Andrea, Daniele, Carola, Marco, Nina e seus amigos. Existências indefiníveis, certo e errado ao mesmo tempo. Agora, nenhum deles pode esconder seu amor inaceitável, seu talento, seu desejo, seu instinto autodestrutivo, seus erros e seu segredo inconfessável.

## Elenco
| Intérprete                | Personagem |
| ------------------------- | ---------- |
| Mattia Carrano            | Andrea     |
| Mattia Carrano            | Marco      |
| Lorenzo Zurzolo           | Daniele    |
| Caterina Forza            | Nina       |
| Chiara Bordi              | Carola     |
| Elena Falvella Capodaglio | Micol      |
| LXX Sangue                | Vittorio   |
| Matteo Scattaretico       | Ilo        |
| Zakaria Hamza             | Sami       |
| Riccardo Rivera Costaguti | Boncio     |
| Leo Rivosecchi            | Marcello   |
| Flávia Del Prete          | Zélia      |
| Asia Patrignani           | Junho      |
| Pietro Sparvoli           | Lucio      |
| Andrea Giannini           | Pai        |
| Elisa Qiu Tian Scenti     | Akemi      |
| Andrea Giammarino         | Jacopo     |
| Roberto Di Palma          | Andrea     |
| Roberto Di Palma          | Marco      |

## Exibição
Os dois primeiros episódios estrearam em 10 de agosto de 2022 no Festival de Cinema de Locarno. O piloto foi lançado no Amazon Prime Video em 20 de setembro de 2022, com os sete episódios restantes sendo lançados no dia seguinte.
Em 22 de abril de 2024, através do Twitter/X, a Prime Vídeo Itália divulgou um teaser da segunda temporada da série com uma cena inédita dos personagens Andrea e Daniele, com o recado "P.S. Esse é só o teaser, imagine o resto" e revelando sua data de estreia para o dia 6 de junho, apenas para a Itália.
Em 13 de maio de 2024, o trailer oficial foi divulgado novamente através do Twitter/X, confirmando a data de estreia para 6 de junho do mesmo ano.
Em 6 de junho foi lançada a 2ª temporada da série apenas para Itália, sem data de lançamento para o Brasil.

### Entrevista com o Criador de Prisma sobre o Futuro das Série
Prisma 3, Skam 7, projetos futuros?
"Então, Skam 7, não. Com Prisma, definitivamente não terminamos de contar a história; deixei espaço para uma continuação. No entanto, como sempre, precisamos esperar pela transmissão. A serialidade de 2024 precisa falar em grandes números, e séries como essas, que têm muita liberdade criativa, estão se tornando cada vez mais raras. Vamos ver o que acontece. Quanto ao resto, estou trabalhando há algum tempo em uma estreia cinematográfica que já adiei várias vezes para continuar com Skam e Prisma; vamos ver se este ano é o certo."
Em 10 de setembro de 2024, Ludovico Bessegato, o diretor da série, anunciou pelo Instagram que a série foi cancelada e não terá uma temporada final.

## Temporadas
| Temporada | Temporada | Episódios | Episódios | Originalmente exibido  | Originalmente exibido  | Originalmente exibido |
| Temporada | Temporada | Episódios | Episódios | Estreia da temporada   | Final da temporada     | Emissora              |
| --------- | --------- | --------- | --------- | ---------------------- | ---------------------- | --------------------- |
|           | 1         | 8         | 8         | 20 de setembro de 2022 | 21 de setembro de 2022 | Prime Video           |
|           | 2         | 8         | 8         | 6 de junho de 2024     | 6 de junho de 2024     | Prime Video           |

## Prêmios e indicações
| Ano  | Prêmio                        | Categoria                | Resultado | Ref.  |
| ---- | ----------------------------- | ------------------------ | --------- | ----- |
| 2023 | Série Nastri d’Argento Grandi | Melhor Comédia Dramática | Venceu    | [ 6 ] |
| 2024 | Kinéo Awards                  | Melhor Série Italiana    | Indicado  | [ 7 ] |
| 2024 | Kinéo Awards                  | Melhor Ator de Série     | Venceu    | [ 7 ] |